# Lauren Holly
Pour les articles homonymes, voir Holly.
 (février 2015).
Si vous disposez d'ouvrages ou d'articles de référence ou si vous connaissez des sites web de qualité traitant du thème abordé ici, merci de compléter l'article en donnant les références utiles à sa vérifiabilité et en les liant à la section « Notes et références ».
Lauren Holly, née Lauren Michael Holly le 28 octobre 1963 à Bristol en Pennsylvanie, est une actrice américaine.

## Biographie
Sa mère, Michael Ann Holly, était historienne de l'art, directrice de Starr de la recherche et du programme académique au Sterling and Francine Clark Art Institute et ancienne professeure des collèges Hobart et William Smith. Son père, Grant Holly, était scénariste et professeur de littérature aux collèges Hobart et William Smith. Elle a deux frères plus jeunes : Nick et Alexander Innes Holly (1977-1992). Elle a grandi à Genève et New York et est diplômée en 1981 du lycée de Genève où elle était pom-pom girl. En 1985, elle obtient un diplôme de premier cycle en anglais du Sarah Lawrence College à New York. 
Elle commence sa carrière de comédienne en prenant part à deux épisodes de la série Capitaine Furillo.
Lauren Holly enchaîne par la suite quelques téléfilms avant de se voir offrir un rôle dans La Force du destin, soap opéra culte aux États-Unis, dans lequel elle restera 3 saisons (1986-1989).
En 1991, Lauren Holly poursuit sa carrière assez discrètement avant de revenir sur le devant de la scène en 1992 en obtenant l'un des rôles principaux de la série télévisée Un drôle de shérif (High Secret City) qui durera quatre saisons de 1992 à 1996.
Durant cette période, elle participe notamment au film Dumb and Dumber, où elle partage l'affiche avec celui qui deviendra son mari Jim Carrey (23 septembre 1996 - 29 juillet 1997). 
Lauren Holly trouve le succès en jouant dans des films majeurs comme L'Enfer du dimanche auprès d'Al Pacino, Cameron Diaz, James Woods et Jamie Foxx, et Ce que veulent les femmes auprès de Mel Gibson. 
En 1999, Lauren Holly obtient un rôle dans la dernière saison de La Vie à tout prix (Chicago Hope), où elle fait équipe avec Mark Harmon.
Lauren Holly enchaîne ensuite les téléfilms et les films avant de retrouver le succès en 2005, en intégrant la série NCIS : Enquêtes spéciales dès la troisième saison. 
En 2007, Lauren Holly joue dans deux films, dont Chasing 3000 (en), aux côtés de Ray Liotta.
2008 est l'année de nombreux changements pour Lauren Holly. L'actrice fait son retour au cinéma dans différents films : elle est à l'affiche du film The Least Among You (en), dans l'un des rôles principaux et enchaîne avec le tournage d'un autre film The perfect age of the Rock'n'roll, toujours dans l'un des rôles principaux. C'est également cette année qu'elle quitte la série NCIS : Enquêtes spéciales.

## Vie privée
Holly a été mariée trois fois.
Son premier mariage était avec l'acteur Danny Quinn. Ils se sont mariés en 1991 et ont divorcé deux ans plus tard en 1993.
En 1994, elle a rencontré Jim Carrey lors d'auditions pour Ace Ventura, détective chiens et chats. On ne lui a pas proposé le rôle, mais les deux ont développé une relation en travaillant ensemble pendant le tournage de Dumb and Dumber. Ils se sont mariés en 1996. Le mariage a duré moins d'un an et ils ont divorcé en 1997.
En 2001, elle a épousé Francis Greco, un banquier d'investissement né au Canada. Le couple a adopté trois enfants, les fils Henry, George et Alexander Holly-Greco. En 2008, alors qu'elle était mariée à Greco, elle est devenue citoyenne canadienne. Le couple a divorcé en 2014. 
Elle vit à Oakville, en Ontario, au Canada, avec ses trois enfants. 
En 1992, Holly, son père Grant et leurs familles ont créé le fonds « A » aux collèges Hobart et William Smith à la mémoire de son frère, Alexander, à propos duquel Holly a déclaré : « C'était un garçon rempli de rêves, d'espoirs et de projets. Bien qu'il n'ait que 14 ans à sa mort, il a beaucoup voyagé en Europe et en Amérique centrale, a vécu à New York et à Los Angeles, et ces expériences ont produit en lui une fascination pour l'architecture et l'archéologie. ».

## Filmographie

### Cinéma
- 1985 : Seven Minutes in Heaven : Lisa
- 1986 : Le Mal par le mal (Band of the Hand) : Nikki
- 1990 : Les Aventures de Ford Fairlane (The Adventures of Ford Fairlane) : Jazz
- 1993 : Dragon, l'histoire de Bruce Lee : Linda Lee
- 1994 : Dumb and Dumber : Mary Swanson
- 1995 : Sabrina, de Sydney Pollack : Elizabeth Tyson
- 1996 : Beautiful Girls : Darian Smalls
- 1996 : Touche pas à mon périscope (Down Periscope) : Lt. Emily Lake
- 1997 : Turbulences à 30 000 pieds (Turbulence) de Robert Butler : Teri Halloran
- 1997 : A Smile Like Yours : Jennifer Robertson
- 1998 : Quitte ou double (No Looking Back) d'Edward Burns : Claudia
- 1999 : Entropy : Claire
- 1999 : L'Enfer du dimanche (Any Given Sunday) : Cindy Rooney
- 2000 : The Last Producer (en) : Frances Chadway
- 2000 : Ce que veulent les femmes (What Women Want) : Gigi
- 2002 : La guérison du cœur (Changing Hearts) : Amber Connors
- 2004 : U-Boat : Entre les mains de l'ennemi (In Enemy Hands) : Mme Rachel Travers
- 2005 : Génération Rx (The Chumscrubber) : Boutique Owner
- 2005 : Down and Derby (en) : Kim Davis
- 2005 : The Godfather of Green Bay (en) : Molly
- 2006 : Fatwa (en) : Maggie Davidson
- 2006 : The Pleasure Drivers (en) : Daphne Widesecker
- 2006 : Raising Flagg (en) : Rachel Purdy
- 2009 : The Perfect Age of Rock 'n' Roll (en) : Liza Genson
- 2010 : Chasing 3000 (en) : Marilyn
- 2015 : February de Oz Perkins : Linda
- 2015 : Les Douze Coups de minuit (After the Ball) : Elise

### Télévision

#### Séries télévisées
- 1984 : Capitaine Furillo : Carla Walicki
- 1986-1989 : La Force du destin ("All My Children") : Julie Rand Chandler
- 1990 : Mes deux papas (My Two Dads) : Allison Novack
- 1991 : The Antagonists (en) : Kate Ward
- 1992-1996 : Un drôle de shérif (Picket Fences) : Maxine Stewart
- 1999-2000 : Chicago Hope : La Vie à tout prix : Dr Jeremy Hanlon
- 2002 : Providence : Darla Rosario
- 2003 : Les Experts : Miami (CSI: Miami) : Hayley Wilson
- 2005 : Medium : Old woman (Frances Fisher)
- 2005-2008 :  NCIS : Enquêtes spéciales : Directrice Jennifer Shepard (principale saisons 3 à 5)
- 2009 : Leverage : Tobey Earnshaw
- 2010 : Flashpoint : Jill Hastings
- 2010 : Rookie Blue : Commandant Elaine Peck
- 2010 : Covert Affairs : Madeline Jarvis ép : Houses of the Holy
- 2010 : Les Aventures de Chuck et ses amis : Gasoline
- 2012 : Lost Girl : Sadie (apparition de l'épisode en 2012)
- 2013 : Motive : Dr Betty Rodgers
- 2017 : Lucifer : Roxie Pagliani (saison 3, épisode 6)
- 2018 : Soupçon de magie : Melanie Anderson (saison 4, épisode 9)
- 2019 : Designated Survivor : Lynn Harper
- 2021-2023 : Family Law (en) : Joanne Kowalski

#### Téléfilms
- 1985 : Plus fort la vie (Love Lives On) : Tracy
- 1990 : Archie: To Riverdale and Back Again : Betty Cooper
- 1992 : Fugitive Among Us : Suzie Bryant
- 1994 : Dangerous Heart : Carol
- 2001 : Les Femmes du clan Kennedy (Jackie, Ethel, Joan: The Women of Camelot) : Ethel Kennedy
- 2002 : King of Texas : Mrs. Rebecca Lear Highsmith
- 2002 : Apparitions : James's (Danson) wife
- 2002 : Santa, Jr. : Susan Flynn
- 2002 : Traque à San Francisco (Pavement) : Buckley Clarke
- 2004 : La Saveur du grand amour (Just Desserts) : Grace Carpenter
- 2004 : Sur la piste de mon mari (Caught in the Act) : Jodie Colter
- 2005 : Bounty Hunters : Tess
- 2009 : Au-delà des apparences
- 2009 : Avant de dire oui ! (Before You Say 'I Do) : Mary Brown
- 2010 : Les Oubliés de Noël (The Town Christmas Forgot)  : Annie Benson
- 2010 : Miracle à Manhattan  (Call Me Mrs. Miracle) : Lindy Lowe
- 2010 : Les Filles de Cupidon : Audrey Valentine
- 2012 : Trafic de femmes (Layover) : Suzanne Hollingsworth
- 2012 : Obsession maladive : Docteur Rachel Thorne
- 2014 : Comme dans un roman : Abby Houston
- 2015 : La talentueuse mademoiselle Cooper : Deidre Kelly
- 2018 : Comment trouver l'amour à la Saint-Valentin? : Adèle
- 2018 : Les diamants de Noël (Christmas Catch) : Capitaine Bennette
- 2020 : Tiny pretty things : Monique Dubois
- 2024 : Mon bel homme de neige : Jane Miller